# Чи
Чи (Qi или још сличније српском изговору Ћи) је основа традиционалне кинеске културе. Углавном се дефинише као „ваздух“ или „дах“ и представља „животну силу“ или „духовну енергију“ која је део свега што постоји. Чи се у филозофији помиње још од најранијих забележених времена у Кини. Иако је концепт чија веома значајан за све кинеске филозофије, постоје различите дефиниције истога.
Идеограм „чи“ (氣) је настао спајањем симбола за пару (气) која се издиже изнад пиринча (米) који се кува. Чи је израз који се често спомиње у кинеском језику и који може да се, зависно од контекста, односи на пуно, наизглед невезаних, појмова. Као нпр. тјенчи („небески чи“ тј. време), шенгчи („створити чи“ тј. наљутити се), кунгчи („празан чи“ тј. ваздух), чићјо („лопта чија“ тј. балон)…
Или у кинеској медицини изрази попут џенгчи („одбрамбени чи“ тј. одбрамбени системи организма попут имунитета) у супротности са шјечи („штетни чи“ који нас окружује и може да нападне организам као што су хладноћа, врућина, влага, ветар…) а који исто тако укључује и наше емоције (љутња, страх, брига…), поједину храну, космичка и електромагнетска зрачења итд.
Па чак и у смислу „животне енергије“, чи се у кинеској медицини, при постављању дијагнозе, исто тако често користи да опише различите појмове. Нпр. чишу да означи „недостатак чија у организму“ (генерално) у супротности са мало прецизнијим стањем као што је феичишу („недостатак чија у меридијану плућа“), ганчиџ („застој енергије у меридијану јетре“) и сл.
Битно питање око којег се филозофи споре је да ли чи постоји засебно од материје. Да ли чи постоји захваљујући материји или је обрнуто. Неки будисти и таоисти фаворизују друго веровање, док неки будисти теже веровању да је сва материја илузија. Насупрот овоме, нео-конфучијанци критикују мишљење да чи постоји засебно од материје и виде чи као продужење материје. Већина теорија о чију као метафори за основне физичке особине универзума је потекла од нео-конфучијанаца у последњих хиљаду година.

## Чи у традиционалној кинеској медицини
Све теорије традиционалне (народне) кинеске медицине су изведене на основу веровања да се чи креће телом по природним шемама канала који се зову меридијани. Симптоми разних болести су виђени као неуравнотежено и поремећено кретање чија кроз меридијане. Лечење болести је базирано на побољшању циркулисања чија кроз тело помоћу разних тарапеутских техника. Неке од ових техника су биљна медицина, специјалне дијете, чи кунг, борилачке вештине, масажа и акупунктура. Традиционалне азијске борилачке вештине се такође баве чијем. На пример, nei chia, унутрашњи систем борбе, се посебно ослања на коришћење чија у циљу заштите током борбе и за побољшање здравља.

## Чи у борилачким вештинама
Чи је главни концепт у многим борилачким вештинама, нарочито у онима унутрашњег система борбе (nei chia) у који спада таи чи чуан. И у чи кунгу чи има централну улогу. У јапанским борилачким вештинама, ки се развија помоћу аикидоа нарочито помоћу ки-аикидоа. Ове форме садрже вежбе које ученицима омогућавају да развију чи или ки.
У борилачким вештинама, постојање чија се не доводи у питање. Прецизан био-физички доказ није пронађен и сматра се да се чи не може речима описати и да су потребне одређене физичке вежбе да би се чи развио и разумео. На чи се може гледати као на јаку технику визуелизације, потпуну опуштеност мишића, побољшан став, правилан дах, фини рад нервног система. Неке школе додају и метафизички аспект - чи долази из дантјена који се налази у доњем стомаку и креће се кроз тело. Концепт се може проширити тако да обухвати „Чинг Шенг Ли“ или спољну енергију која долази са неба и земље.
Појам чија се често јавља и у кинеској фикцији, где је главни јунак обично овладао чијем у толикој мери да може да мења силе природе. Овакав карактер је на запад дошао у форми борилачких филмова. Постоје и велике сличности појма чи са појмом силе у саги „Звездани ратови“.